# Sapotaceae
Sapotaceae é uma família de plantas Magnoliopsidas da ordem Ericales. Compreende esta família pertencente a ordem Ericales, cerca de 50 gêneros de ampla distribuição nas regiões tropicais e subtropicais de todo o mundo.

## Descrição
São em geral plantas arbóreas de folhas inteiras, com ou sem estipulas, de disposição alterna. Flores pequenas, não vistosas, de simetria radial, hermafroditas , cíclicas, diclamídeas. Sépalas em número de 4 á 8 em dois verticilos, soldadas na base. Corola com 4 a 8 pétalas soldadas. Androceu formado por 8 ou 10 estames em dois verticilos, todos férteis ou um verticilo estaminodial. Ovário súpero com 4 a 12 carpelos e outros tantos lóculos, e em cada lóculo só um óvulo. Fruto carnoso, as vezes com casca coriácea.
Alguns exemplos comuns são: Chrysophyllum e Pouteria (= Lacuma), encontradas nos campos serrados.

## Caracteres da família
Segundo Joaquim de Almeida Pinto, no seu Diccionario de botanica brasileira (1873) os caracteres da família são:
Cálice inferior, não aderente ao ovário, dividido superiormente em quatro, cinco ou oito lobos imbricados, persistentes; algumas vezes acompanhado de escamas exteriores; corola hipogínica, gamopétala regular, dividida em tantos lobos quantos tem o cálice.
Estames de filamentos desiguais, inclusos no tubo da corola, umas vezes em número duplo dos lobos férteis; outras vezes em número igual e opostos aos lobos, porém separados por linguetas alternas que representam outros tantos filetes de estames estéreis.
As sementes são cobertas de um tegumento quase ósseo, excepto no hilo ou umbigo que inferior ou lateral; às vezes muito grandes.
O perisperma é carnoso ou oleoso, algumas vezes nulo. As sapotáceas são árvores ou arbustos de suco lácteo, cujas folhas são alternas, inteiras, coriáceas, peninervadas, curtamente pecioladas, privadas de estípulas.
Existem e são cultivadas muitas delas nos países intertropicais, quer pela madeira, em geral muito dura, quer pelos frutos suculentos, que são muito estimados, ou pelas sementes oleosas, ou pelo suco lácteo, que fornece uma espécie de borracha.

## Distribuição Geográfica
Distribuição Pantropical, ocorre principalmente em habitat de baixa altitude, florestas úmidas, bem distribuída ao longo da região tropical.

## Adaptações/Caracteres Evolutivos
Sapotaceae possui uma dispersão longa, essa família sofreu variações na distribuição geográfica. Há evidências que clados próximos sofreram hibridização, entre espécies que ocorrem em ilhas do pacífico e espécies africanas.

## Reprodução
Flores bissexuais de inflorescências determinadas, podendo em alguns casos a flor ser solitária, cuja polinização é feita geralmente por insetos. Mas há registros de visitas de morcegos em algumas espécies. Possuindo sementes de testa dura, brilhantes e também com hilo grande. E os frutos gerados por esta família são do tipo baga e são dispersos por mamíferos e aves.

## Importância Econômica
A família Sapotaceae possui espécies com importância econômica significativa. Espécies do gênero Chrysophyllum e Pouteria possuem madeira considerada pesada, algumas mais flexíveis e outras menos. Dispõem de madeira resistente ao apodrecimento podendo ser utilizada em trabalhos em carpintarias e em fábricas de móveis rústicos. Outro gênero da família Sapotaceae que apresenta madeira bastante pesada e resistente às intempéries ambientais é o Manilkara , as espécies desse gênero são popularmente conhecidas como maçaranduba e recomendadas para reflorestamento com fins ecológicos. Um representante deste gênero que possui grande importância alimentícia é a espécie Manilkara zapota popularmente conhecida como Sapoti economicamente explorada em diversas regiões do Brasil. Representantes do gênero Pouteria possibilitam a exploração comercial de frutos como a espécie Pouteria caimito e Pouteria macrophylla, popularmente conhecidas como abiu, e também são comumente utilizadas em arborizações paisagísticas e reflorestamentos ecológicos, como a espécie Pouteria pachycalyx, pela beleza de suas flores.

## Conservação
Algumas espécies se encontram extintas, como o caso de espécies do gênero Chrysophyllum, que tem um representante,Chrysophyllum januariense na lista de extintos da IUCN. O único exemplar conhecido foi colhido na Floresta das Laranjeiras, porém não existe mais naquele ambiente degradado pela expansão urbana e industrial.

## Potencial Ornamental
Esta família possui baixo potencial ornamental destacando-se pela beleza apenas poucas espécies do gênero Pouteria.

## Gêneros
De acordo som o sistema de classificação filogenética Angiosperm Phylogeny Website, esta família tem os seguintes géneros:
- Argania Roem. & Schult.
- Aubregrinia Heine
- Aulandra H.J.Lam
- Autranella A.Chev.
- Baillonella Pierre
- Boerlagella Pierre ex Cogn.
- Breviea Aubrev. & Pellegr.
- Burckella Pierre
- Capurodendron Aubrev.
- Chromolucuma Ducke
- Chrysophyllum L.
- Delpydora Pierre
- Diploknema Pierre
- Diploon Cronquist
- Eberhardtia Lecomte
- Ecclinusa Mart.
- Elaeoluma Baill.
- Englerophytum K.Krause
- Faucherea Lecomte
- Gluema Aubrev. & Pellegr.
- Inhambanella (Engl.) Dubard
- Isonandra Wight
- Labourdonnaisia Bojer
- Labramia A.DC.
- Lecomtedoxa (Pierre ex Engl.) Dubard
- Leptostylis Benth.
- Letestua Lecomte
- Madhuca Ham. ex J.F.Gmel.
- Magodendron Vink
- Manilkara Adans.
- Micropholis (Griseb.) Pierre
- Mimusops L.
- Neohemsleya T.D.Penn.
- Neolemonniera Heine
- Nesoluma Baill.
- Niemeyera F.Muell.
- Northia Hook.f.
- Omphalocarpum P.Beauv.
- Palaquium Blanco
- Payena A.DC.
- Phlebolithis Gaertn.
- Pichonia Pierre
- Pouteria Aubl.
- Pradosia Liais
- Pycnandra Benth.
- Rostellaria C.F.Gaertn.
- Sarcaulus Radlk.
- Sarcorhyna C.Presl
- Sarcosperma Hook.f.
- Scleroxylon Bertol.
- Sideroxylon L.
- Synsepalum (A.DC.) Daniell
- Tieghemella Pierre
- Tridesmostemon Engl.
- Tsebona Capuron
- Verlangia Neck. ex Raf.
- Vitellaria C.F.Gaertn.
- Vitellariopsis Baill. ex Dubard
- Xantolis Raf.

## Brasil

### Gêneros encontrados no Brasil
- Chromolucuma
- Chrysophyllum
- Diploon
- Ecclinusa
- Elaeoluma
- Englerophytum
- Manilkara
- Micropholis
- Planchonella
- Pouteria
- Pradosia
- Sarcaulus
- Sideroxylon
- Vitellaria
- Xantolis